# Robert E. Simanek

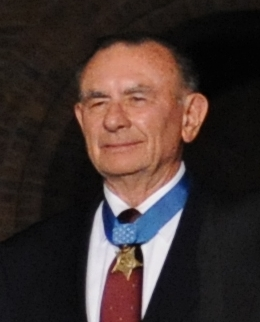
Simanek v roce 2010

Robert Ernest Simanek (26. dubna 1930 Detroit – 1. srpna 2022 Novi) byl příslušník americké námořní pěchoty, který byl vyznamenán americkým nejvyšším vyznamenáním, Medailí cti, za své působení v korejské válce.

## Životopis
Simanek se narodil 26. dubna 1930 v Detroitu. Odmaturoval v roce 1948 a začal pracovat pro Ford Motor Company a General Motors před tím, než se přihlásil k americké námořní pěchotě, a to 13. srpna 1951.
Po ukončení základního výcviku v Parris Island v Jižní Karolíně, byl v říjnu 1951 poslán do Camp Pendletonu v Kalifornii. Po dalším tréninku v Camp Pendletonu byl v dubnu 1952 poslán do Koreje a 6. května 1952 byl připojen k rotě F, 2. praporu, 5. pluku. Získal také dvě služební hvězdy za své působení.
Simanek sloužil u roty F, 2. praporu, 5. pluku u 1. divize námořní pěchoty, když se 18. srpna 1952 dostal do akce. Hlídka, které se účastnil, postupovala z přátelských pozic do okupované základny, kde mariňáci vešli přímo do severokorejské pasti. Robert Simanek zakryl svým tělem nepřátelský granát, aby zachránil životy svým spolubojovníkům a byl ještě několikrát zraněn do nohou.
Lékařské péče se mu dostalo na palubě nemocniční lodi USS Haven a byl léčen i v Japonsku, než se mohl vrátit do Spojených států v září 1952. Následně byl hospitalizován v Mare Island v Kalifornii a v námořní stanici Great Lakes v Illinois, do doby než byl poslán do výslužby 1. března 1953.
Medaili cti obdržel od prezidenta Dwighta D. Eisenhowera v Bílém domě 27. října 1953. Robert E. Simanek byl 36. mariňák, který obdržel vyznamenání v korejské válce.
Dodatečně k Medaili cti získal i Purpurové srdce, vyznamenání za službu v korejské válce s dvěma bronzovými služebními hvězdami, poté americké vyznamenání za službu a vyznamenání za národní obranu.

## Vyznamenání

### Citace k Medaili cti
Simankova oficiální zpráva k Medaili cti:
Za zřetelnou statečnost a neohroženost v ohrožení svého života, při službě s rotou F, 2. praporu 5. pluku 1. divize námořní pěchoty, v akci proti nepřátelským jednotkám v Koreji, 17. srpna 1952. Během doprovázení patroly do okupovaného území, hluboko za nepřátelské linie, Private First Class (Vojín první třídy) Simanek vykazoval vysoký stupeň odvahy a odhodlaného ducha sebeobětování v ochraně životů jeho kamarádů. Jeho jednotka byla napadena intenzivní nepřátelskou palbou z minometných a střeleckých zbraní a pod těžkou palbou byli donuceni se stáhnout do nejbližšího zákopu. Nepřítel se dostal na takovou vzdálenost, že dokázal vhodit granát přímo do jejich zákopu. Robert. E Simanek byl natolik odhodlaný se záchranou jeho kamarádů, že se bezohledně vrhl na nepřátelský granát, jeho tělo pohltilo veškerou explozi a tím ochránil jeho kamarády před těžkým zraněním či smrtí. Za vysokou odvahu v tváři naprosto jisté smrti byl vyznamenán nejvyšším vyznamenáním Spojených států.